# Den skæbnesvangre Nat
Den skæbnesvangre Nat er en amerikansk stumfilm fra 1916 af Cecil B. DeMille.

## Medvirkende
- Marie Doro som Nora Flynn.
- Elliott Dexter som Nolan.
- Ernest Joy som Brantley Stone.
- Lola May som Mrs. Stone.
- Billy Jacobs som Tommy Stone.